# میان عبدالرشید
میان عبدالرشید ({{lang-ur|سر میاں عبد الرشيد؛ ۲۹ ژوئن ۱۸۸۹ – ۶ نوامبر ۱۹۸۱) قاضی، و فیلسوف اهل هند بود. وی اولین قاضی ارشد پاکستان از سال ۱۹۴۹ تا ۱۹۵۴ بوده‌است.